# Robert W. Kearns
Robert William Kearns (Gary, 10 marzo 1927 – Baltimora, 9 febbraio 2005) è stato un inventore statunitense.
È noto soprattutto per l'invenzione del tergicristallo a intermittenza usato su molte automobili dal 1969 ad oggi. Il suo primo brevetto per l'invenzione è stato presentato il 1º dicembre 1964. Kearns vinse una delle più conosciute cause sulla violazione dei brevetti contro la Ford. Avendo inventato e brevettato il meccanismo di tergicristallo a intermittenza, (che era utile durante una pioggia leggera o in presenza di umidità), cercò di interessare le 3 fabbriche di automobili più conosciute del Nord America, dette anche Big Three, ad utilizzare la sua tecnologia. Essi rifiutarono la sua proposta,  eppure iniziarono a installare il tergicristallo a intermittenza sulle loro auto a partire dal 1969.

## Inizi carriera
Kearns nacque a Gary, Indiana, ma crebbe nei pressi di un grandissimo stabilimento Ford a River Rouge nel Michigan, che era un quartiere operaio di Detroit. Suo padre lavorava per un'azienda metallurgica la Great Lakes Steel Corporation.
Eccelleva nella corsa campestre durante le scuole superiori, era un violinista talentuoso, e giovanissimo divenne un ufficiale del servizio segreto, quando servì nelle forze armate. Kearns era un membro del Office of Strategic Services, il precursore della CIA, durante la Seconda guerra mondiale.
Ottenne la laurea di Ingegneria all'università di Detroit e alla Wayne State University e il dottorato dal Case Institute of Technology predecessore del Case Western Reserve University.

## Tergicristallo a intermittenza

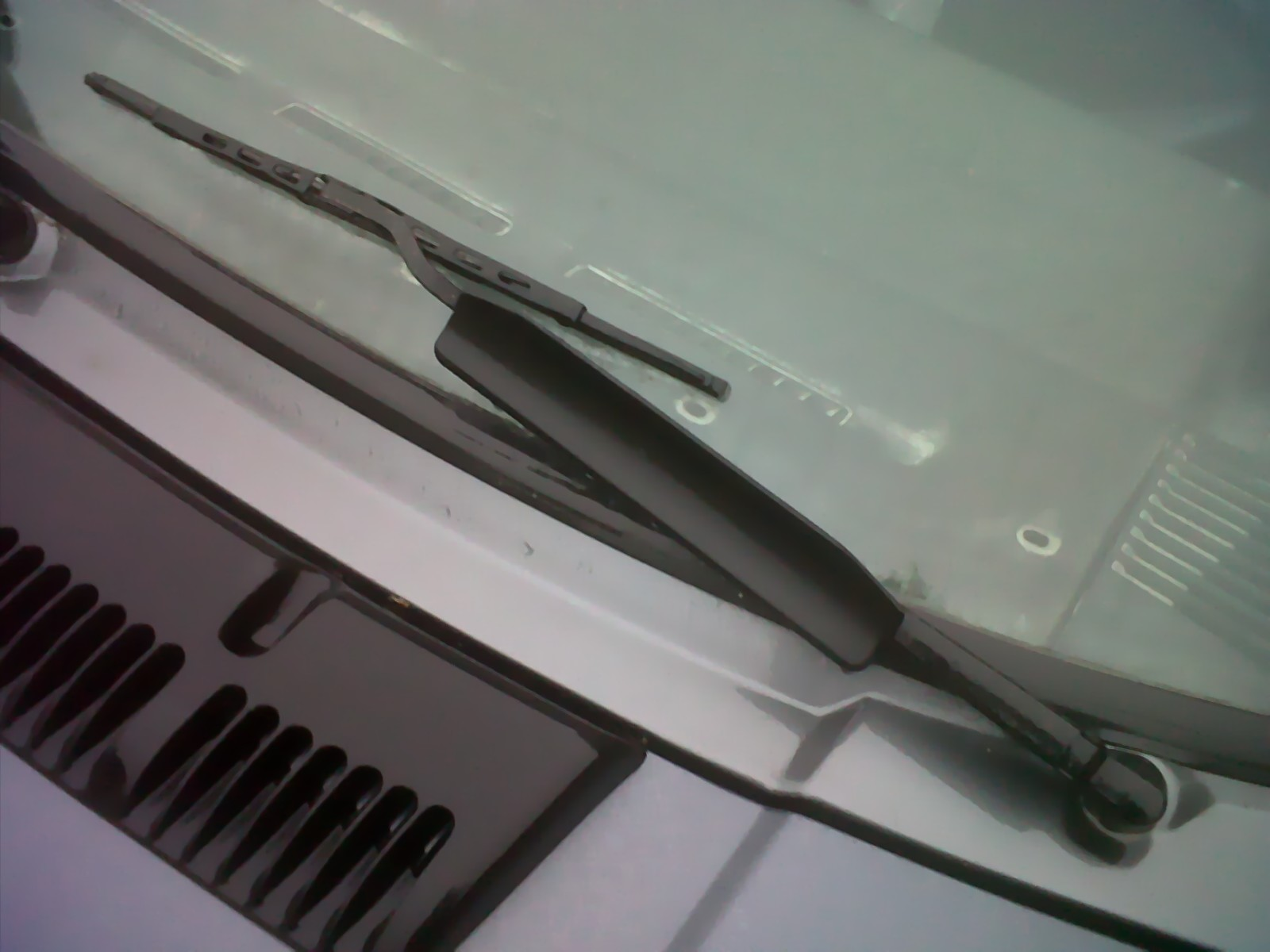
Tergicristallo

È riportato che l'ispirazione di questa invenzione sia dovuta a un incidente durante la notte di nozze nel 1953, mentre stappava una bottiglia di champagne il turacciolo gli finì sul suo occhio sinistro, che quasi lo rese cieco. Circa un decennio dopo, nel 1963, Kearns stava guidando la sua autovettura, una Ford Galaxie, c'era una pioggia leggera e il costante movimento del tergicristallo irritava la sua vista già problematica. Modellò il meccanismo del suo tergicristallo sulla base dell'occhio umano, che batte ogni pochi secondi invece che battere continuamente.
Più tardi Kearns minimizzò la sua storia sull'ispirazione e ne fece un processo inventivo più cosciente e deliberato.

## Caso legale
Kearns citò la Ford nel 1978 e la Chrysler nel 1982 per violazione di brevetti. Il caso Ford ebbe il processo nel 1990 e ci furono due processi. Ford perse, sebbene la Corte ritenne che la violazione del brevetto non era intenzionale  (cioè che il danno per violazione non sarebbe stato aumentato). Ford si accordò con Kearns pagando 10,1 milioni di dollari e il patto di non proseguire la causa con ulteriori appelli.
Dopo l'accordo con Ford, Kearns ebbe il processo contro la Chrysler e agì come avvocato di se stesso, ponendosi domande al banco dei testimoni. Il verdetto del caso Chrysler fu deciso nel 1992, e fu una vittoria per Kearns. Alla Chrysler fu imposto il pagamento di 18,7 milioni di dollari con gli interessi.
Chrysler si appellò ma la Corte d'Appello Federale degli Stati Uniti lasciò il giudizio immutato.
Entro il 1995, dopo aver speso 10 milioni di dollari in spese legali, Kearns ricevette approssimativamente 30 milioni di dollari in compenso per la violazione di brevetti da parte della Chrysler.
La Chrysler era difesa da Harness Dickey and Pierce, che erano alcuni dei primi avvocati a cui Kearns si rivolse quando pensava di citare la Ford alla fine degli anni settanta. Sicuramente, d'accordo con suo figlio Dennis Kearns, volle far cambiare avvocato alla Chrysler per conflitto d'interessi, ma non riuscì a convincere il suo avvocato a chiedere la mozione per rimuovere Harness Dickey. Così decise di difendersi da solo con l'aiuto della sua famiglia.
Tuttavia, questa strategia sembra non aver funzionato bene nei processi successivi contro la GM e la Mercedes poiché queste imprese sono state in grado di rendere il contenzioso così difficile che le affermazioni Kearns erano sostanzialmente respinte dalla Corte.

## Fine carriera
Alla fine degli anni novanta, ha fatto parte del Consiglio di Amministrazione della Office of Strategic Services and the General "William Joseph Donovan" Fund.

## Morte
Kearns morì il 9 febbraio 2005 di cancro al cervello, con complicazione dovuta alla malattia di Alzheimer, a Baltimora, Maryland.  La storia della sua invenzione e della querela contro la Ford formano le basi del film Flash of Genius.  Robert Kearns e sua moglie Phyllis erano divorziati. Ebbero due figlie, quattro figli e al momento della sua morte sette nipoti.

## Argomentazioni giuridiche del settore automobilistico contro la validità del brevetto di Kearns
Le argomentazioni giuridiche che l'industria automobilistica ha usato in sua difesa è basata sul fatto che un'invenzione si supponga rispetti determinati parametri di originalità e novità. Uno di questi parametri è "che non sia ovvio".
Ford sostenne che il brevetto non era valido perché il tergicristallo a intermittenza di Kearns era composto da componenti già in uso.
Kearns ha giustamente osservato che la sua invenzione era come un romanzo con una combinazione non ovvia di parti.  La posizione di Kearns trovò un inequivocabile sostegno dalla Corte d'Appello e dalla Corte Suprema degli Stati Uniti.  Vedi, e.g., Reiner v. I. Leon Co., 285 F.2d 501, 503 (2d Cir. 1960) (“It is idle to say that combinations of old elements cannot be inventions; substantially every invention is for such a ‘combination’: that is to say, it consists of
former elements in a new assemblage.”) (Hand., J.) (cited with approval in KSR Int'l Co. v. Teleflex, Inc., 550 U.S. 398 (2007)).

## Altri inventori in dispute legali similari
Ci sono stati molti altri inventori che hanno combattuto a lungo battaglie per far valere i propri brevetti, come fece Kearns. Tra questi:
- Edwin Howard Armstrong, che lottò sulla invenzione della modulazione di frequenza nelle trasmissioni radiofoniche;
- Walter C. Avrea, che alla fine ha vinto svariati milioni di dollari di azioni legali contro la Ford e GM per il loro uso non autorizzato di un sistema di recupero del liquido di raffreddamento, inventato nel 1970, e che era necessario per evitare il surriscaldamento di blocchi motore in alluminio Pinto e Vega;
- Philo Farnsworth, il "padre della televisione", inventore del primo televisore completamente elettronico, che ha dato battaglia alla RCA
- Gordon Gould, che ha lottato trentacinque anni con il Patent and Trademark Office degli Stati Uniti per ottenere il brevetto per il laser e relativa tecnologia e che lottò contro le industrie produttrici di laser in battaglie legali per ottenere i diritti sul brevetto e che poi ha ottenuto.

## Brevetti
- United States Patent 3,351,836, Robert W. Kearns, Filing date: Dec 1, 1964, Issue date: Nov 1967, Windshield Wiper System with Intermittent Operation
- United States Patent 3,602,790, Robert W. Kearns, Filing date: October 18, 1967, Issue date: August 31, 1971. . Intermittent Windshield Wiper System.
- United States Patent 4,544,870, Robert W. Kearns, Timothy B. Kearns, Filing date: Sep 7, 1982, Issue date: Oct 1, 1985, Intermittent windshield wiper control system with improved motor speed

## Querele e riferimenti legali
- Kearns v. Ford Motor Co., 203, U.S.P.Q. 884, 888 (E.D.Mich. 1978)
- Kearns v. Chrysler Corp., 32 F.3d 1541 (Fed. Cir. 1994)
- Kearns v. General Motors Corp., 152 F.3d 945 (Fed. Cir. 1998) (unpublished decision).
- (More lawsuits of Dr. Kearns)